# Crypturellus erythropus columbianus
Crypturellus erythropus columbianus es una subespecie del tinamú patas rojas, un ave terrestre de la familia Tinamidae. Esta subespecie es endémica del norte de Colombia, con presencia en zonas de tierras bajas del Caribe y regiones cercanas al bajo río Magdalena.

## Descripción
Presenta una longitud estimada entre 27 y 30 cm, con un plumaje críptico típico del género. El dorso es pardo oliváceo con moteado tenue, mientras que las partes inferiores tienden a ser grisáceas o beige claro. Las patas rojizas y el pico corto curvado son característicos de la especie.
Comparada con otras subespecies, columbianus muestra un contraste intermedio entre la parte dorsal y ventral, y se ha descrito con un plumaje algo más apagado que erythropus (la especie nominal). No presenta dimorfismo sexual evidente.

## Distribución
Su distribución está restringida al norte de Colombia, especialmente en regiones del departamento de Bolívar, el bajo Magdalena, Atlántico, Magdalena y Cesar. Se asocia con hábitats de selva baja húmeda, matorrales densos y áreas de bosque secundario.

## Hábitat y comportamiento
Habita el sotobosque de zonas cálidas y húmedas, donde se desplaza caminando entre la vegetación densa. Se alimenta principalmente de frutos caídos, semillas e invertebrados del suelo. Es una especie difícil de observar, aunque su vocalización es útil para su detección.

## Conservación
No está considerada amenazada de forma independiente, y se encuentra incluida dentro de la evaluación global de la especie Crypturellus erythropus, catalogada como de Preocupación menor por la UICN. Sin embargo, en algunas zonas su hábitat se encuentra fragmentado por actividades humanas.